# Adharaz
Adharaz (epsilon Canis Majoris) is een heldere ster (schijnbare magnitude 1,5) in het sterrenbeeld Grote Hond (Canis Major).
De ster staat ook bekend als Adara en Adhara. De afstand van de ster is 405 lichtjaar en de spectraalklasse B2II (een heldere reus). Het is een dubbelster; epsilon Canis Majoris B (schijnbare magnitude 7,5) is 7,5 boogseconden verwijderd. 
Adharaz maakt deel uit van de Pleiadengroep.